# Stade Michel-d'Ornano
Pour les articles homonymes, voir Ornano (homonymie).
Le stade Michel-d'Ornano est un stade de football situé à Caen (Calvados), en France. Il s'agit du principal équipement sportif de la ville.
Inauguré le 6 juin 1993 par le Premier ministre Édouard Balladur, le stade est depuis lors l'enceinte du Stade Malherbe Caen, en remplacement du stade de Venoix  Il porte le nom de Michel d'Ornano, président du conseil général du Calvados décédé en 1991. Outre le SM Caen, il accueille divers événements sportifs, notamment des rencontres des équipes de France féminine et espoirs et, de par sa vocation régionale, les matchs de prestige d'autres clubs normands en Coupe de France.
Initialement conçue pour rassembler 22 864 spectateurs, la capacité de l'enceinte est rapidement réduite à environ 21 500 places. Plusieurs épisodes de travaux – suppression des places debout en 1994, rénovation de la tribune des visiteurs puis de la tribune d'honneur pour les Jeux équestres mondiaux de 2014, aménagement de loges en 2016 et 2017 – la ramène progressivement à 20 300 places environ, voire peut-être même 19 925.

## Histoire

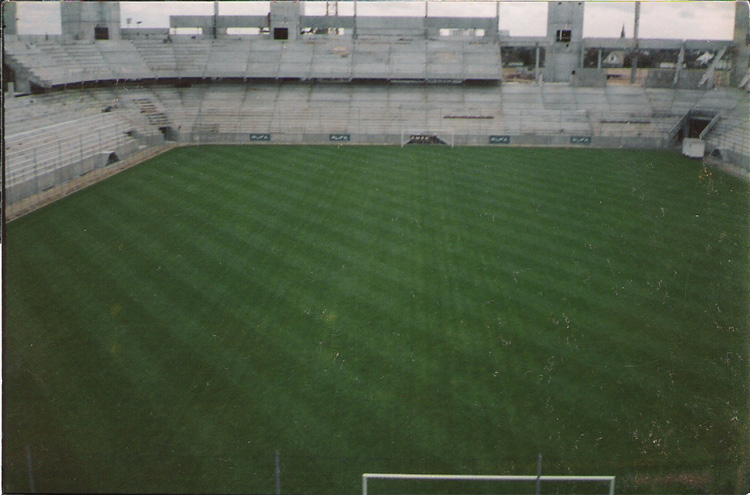
Vue des tribunes en cours de construction, en octobre 1992.

Le projet de construction d'une nouvelle enceinte pour remplacer le stade de Venoix remonte à 1988. Alors que le Stade Malherbe Caen entame la première saison de son histoire en première division du championnat de France, il apparaît rapidement que le vétuste stade de Venoix, inauguré en 1925, n'est pas adapté à un club de l'élite du football français. Le conseil municipal de la ville de Caen décide en septembre 1988 de lancer le projet de construction d'un stade régional ainsi que d'une salle de spectacle.
Le projet est confié à la société Dourdin. Dans un premier temps, et vu la fréquentation du stade de Venoix, il est envisagé de créer une enceinte pouvant contenir entre 15 000 et 18 000 personnes. Se pose ensuite la question du lieu. Le quartier de Beaulieu, alors en plein essor, ainsi que la plaine d'Ifs sont proposés. Certains, comme le maire de Caen Jean-Marie Girault, ainsi que les dirigeants du club, sont favorables à une reconstruction du stade de Venoix. Finalement, la construction du stade sur un nouveau site, appuyée elle par le conseil général et son président Michel d'Ornano, l'emporte. Le coût initial est estimé à 54 millions de francs.
En novembre 1989, le conseil municipal vote à l'unanimité la construction du stade régional. Le dossier est confié à l'adjoint au maire Franck Cardineau. Une des exigences du conseil est que la future enceinte « ressemble aux anciennes arènes romaines, pour créer une ambiance chaude - exemple du "chaudron" de Venoix - et une visibilité excellente ». Le cahier des charges prévoit l'intégration de l'enceinte dans sa zone urbaine, une capacité de 20 à 25 000 places et une ouverture à la fin de l'année 1992. Il est initialement prévu de construire une patinoire et une salle de billard sous les tribunes afin que le stade soit un lieu de vie.
Les élections municipales de 1989 reconduisent la majorité municipale. Le 8 octobre 1990, six cabinets d'architectes remettent leurs projets aux services techniques de la ville qui, de son côté, a lancé les procédures d'achats des terrains dans la zone dite des pépinières, à proximité du stade de Venoix – une zone retenue par cinq des six projets. Le 23 octobre 1990, un jury composé de 30 membres retient le projet des architectes Mathieu Lucet, du cabinet L2Architectes, M. Nguyen The et M. Duhamel, retenu car mettant l'accent sur la sécurité,. Le conseil municipal entérine ce choix lors de sa séance du 12 décembre 1990. Les appels d'offres pour les travaux du gros œuvre, reestimés à 100 millions de francs, apportés en partie par la ville de Caen et par le conseil général, sont validés lors du conseil municipal du 25 février 1991.
Alors que les travaux sont sur le point d'être lancés, le président du conseil général du Calvados Michel d'Ornano décède brutalement le 8 mars 1991 à Saint-Cloud. L'émotion est vive dans le département. Le Stade Malherbe de Caen propose de rebaptiser son centre de formation en l'honneur de l'ancien député du Calvados, mais le sénateur-maire de Caen Jean-Marie Girault propose que le nouveau stade porte ce nom car « la construction de ce stade qui démarre ce soir sera inséparable du nom de Michel d'Ornano. Il était l'ami du sport. Après en avoir parlé avec Mme d'Ornano, je souhaite qu'on l'appelle stade Michel d'Ornano ».

### Construction
Le stade Michel-d'Ornano est construit entre mars 1991 et juin 1993. Le premier coup de pioche a lieu le 19 mars 1991 en présence du sénateur-maire de la ville Jean-Marie Girault, de l'adjoint au maire chargé du dossier Franck Cardineau, des trois architectes et des joueurs du SM Caen Christophe Point et Michel Rio. Le sénateur-maire signe un permis de construire le 20 juin 1991 qui permet le début des travaux.
Alors que le site n'est encore qu'un terrain vague, la première phase des travaux consiste à creuser un trou de 120 mètres par 80 mètres destiné à recevoir la pelouse, qui est plantée bien avant le début de la construction des tribunes. 150 000 mètres cubes de terre sont excavés et les travaux de terrassement sont terminés à la fin du mois de juin 1991.

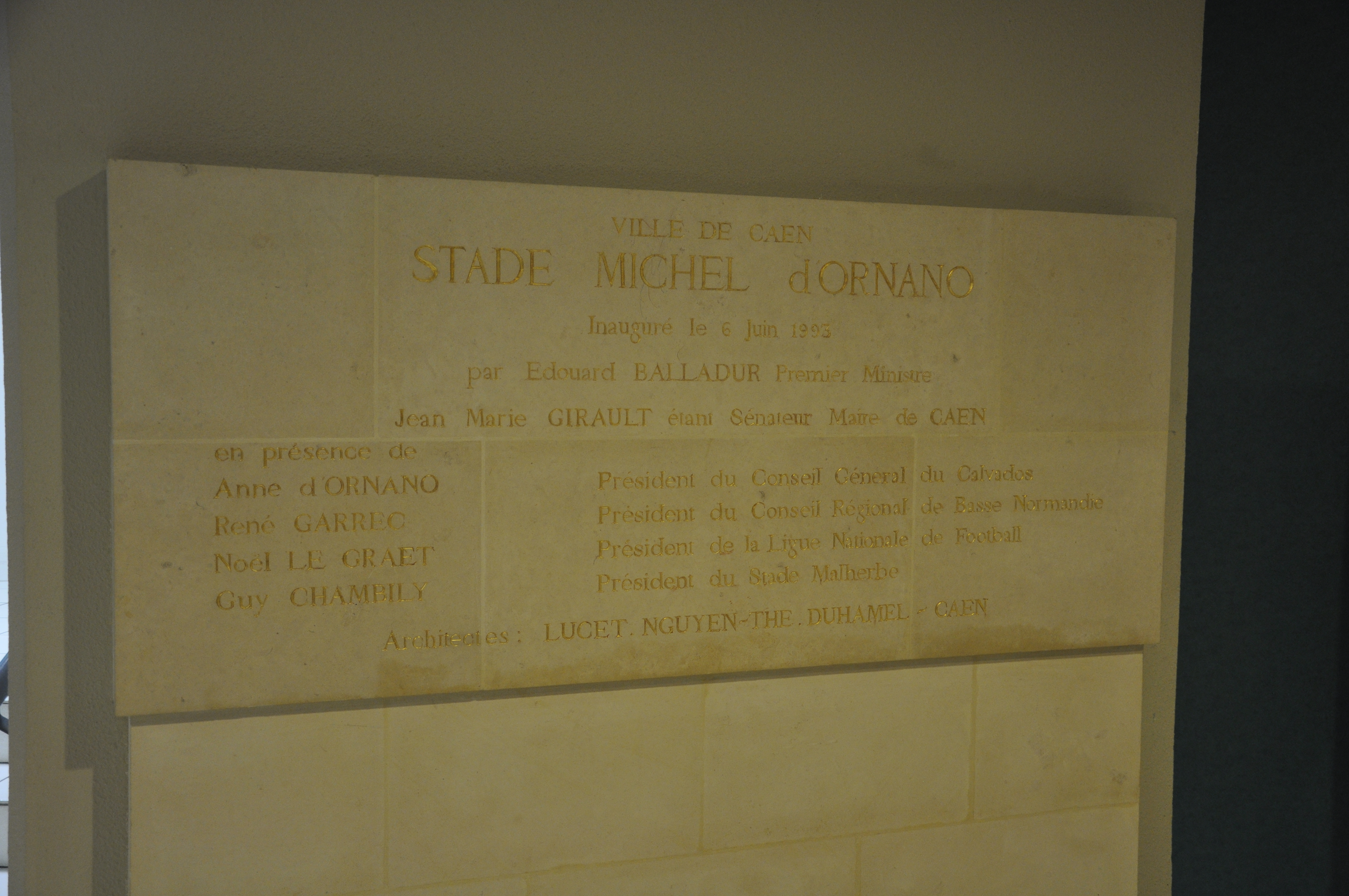
Plaque commémorative de l'inauguration.

Les travaux de gros œuvre ne débutent qu'au début de l'année 1992 car le commissaire-enquêteur de l'enquête publique relative à la demande de permis de construire, qui s'est déroulée du 16 septembre au 18 octobre, ne donne son feu vert que le 21 novembre 1991. Des potences destinées à recevoir les rangées de gradins, inférieurs et supérieurs, sont installées. Les sièges déclinés en trois couleurs (vert pâle à vert foncé, couleur du conseil général du Calvados) sont installés en dernier. Une journée portes ouvertes est organisée le 18 octobre 1992 avec un décrassage des joueurs professionnels. La charpente n'est alors en cours de construction depuis seulement 15 jours.
La construction du stade coûte au total 146,5 millions de francs (soit 22,7 millions d'euros), financés par la ville de Caen (100 MF), le Conseil régional (17,5 MF) et le Conseil général (30 MF). Le chantier a duré 18 mois, nécessitant 250 000 heures de travail de la part de 150 personnes. 174 000 m3 de terre ont été déplacés et 22 000 m3 de béton ont été coulés. Le stade accompagne l'aménagement du « nouveau quartier de Venoix », aussi appelé « quartier Beaulieu », où sont créées de nouvelles zones d'habitation et un centre commercial.
Le stade est inauguré le 6 juin 1993 par le premier ministre Édouard Balladur. Un match de gala oppose le Stade Malherbe au Bayern Munich, devant 22 000 spectateurs. Le match se solde par une victoire 4-1 des Caennais... face à des Allemands qui avaient disputé un match de championnat la veille et avaient donc amené une équipe amoindrie.

### Évolution de l'enceinte

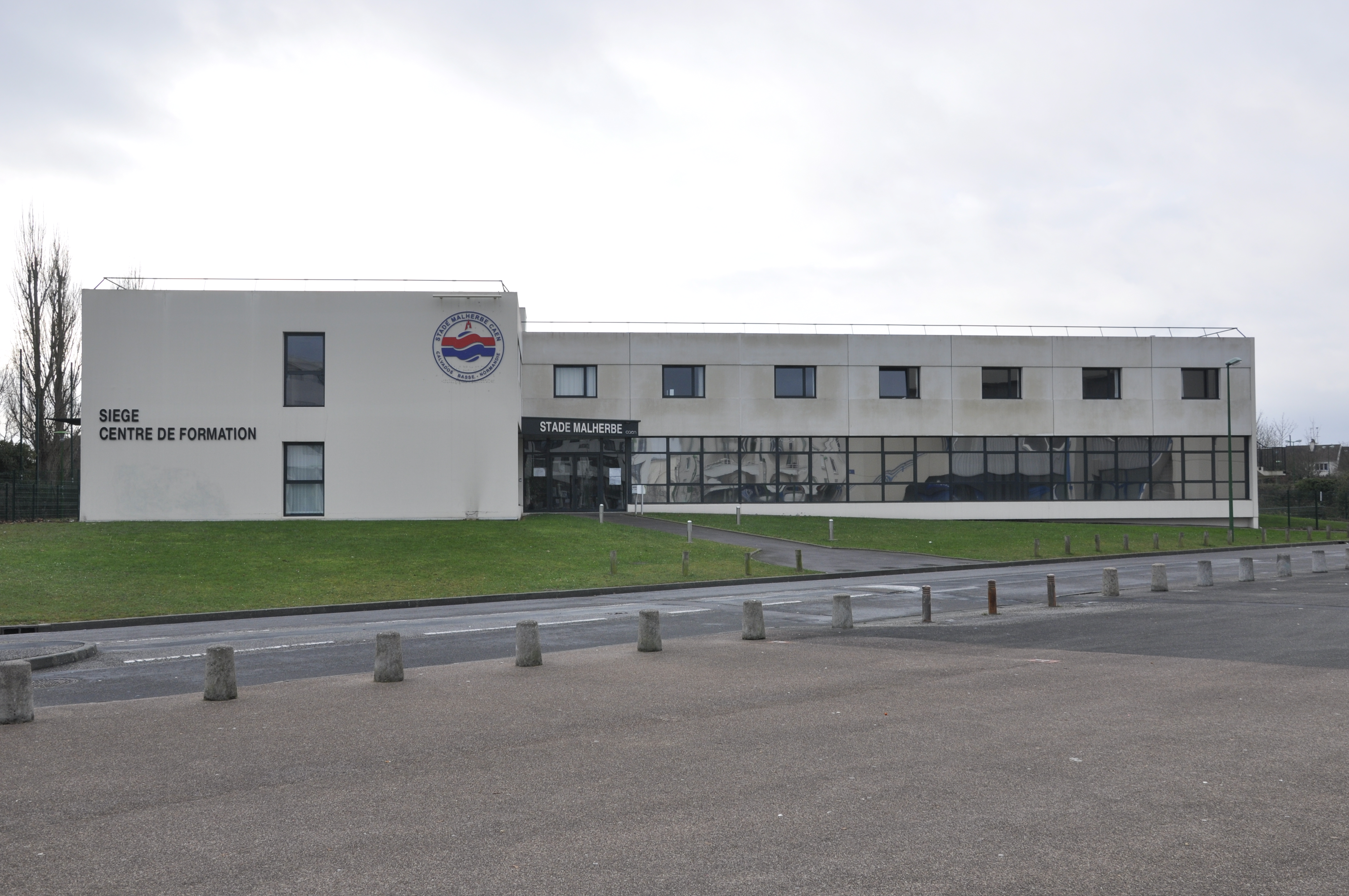
Siège du Stade Malherbe Caen et son centre de formation.

Les places « debout » situées devant la tribune première sont remplacées par des places assises dès 1994 à la suite du drame de Furiani. Lors de la remontée du Stade Malherbe en première division en 1996, une salle de presse est créée et le parcage d'accueil des supporters adverses est agrandi (de 380 à 511 places).
En septembre 2005, le club lance les travaux de construction d'un nouveau bâtiment, accueillant le centre de formation et siège du club, entre le stade d'Ornano et les terrains de Venoix. Ils se terminent en juillet 2006. Il s'agit d'un bâtiment de 2 030 m² sur trois niveaux. Au rez-de-chaussée, le club y aménage ses bureaux administratifs. Le centre de formation y dispose aussi de ses locaux avec quatre salles de classe, un foyer, une salle de musculation, un cabinet de kinésithérapie et des salles de réunions. La partie supérieure est réservée à l'hébergement avec trente chambres. Le bâtiment est inauguré le 26 janvier 2007, il a coûté finalement 2,8 millions d'euros dont 600 000 financés par le conseil régional. Le 26 juillet 2007, la nouvelle boutique du club est inaugurée. Après un mois de travaux, elle passe d'une superficie de 35 m2 à 280 m2.
En juillet 2010, la mairie entame un plan biennal de travaux pour le stade à hauteur de 2,5 millions d'euros. Le parking des supporters visiteurs est mis en sécurité, les vestiaires et la sonorisation du stade sont rénovés, les grilles face à la tribune présidentielle sont retirées. Les filets de protection derrière les buts sont supprimés, offrant une plus grande proximité et une meilleure visibilité aux spectateurs des tribunes populaires. Enfin les écrans du stade sont remplacés en août 2012 : les nouveaux mesurent 40 m2, pèsent 3,1 tonnes et comptent 453 000 diodes. Pour alimenter les écrans, une régie vidéo est installée en tribune d'honneur.
Le 19 mai 2016, le Stade Malherbe Caen présente le projet « Malherbe 2020 », qui sur quatre ans prévoit la construction d'un centre d’entraînement pour les professionnels et une nouvelle rénovation du stade, dont le club obtient l'exploitation jusqu'en 2028. Les vestiaires sont améliorés, de nouveaux bancs de touche sont mis en place et les sièges verts en tribune sont remplacés par de nouveaux aux couleurs du club. Les anciens sièges sont revendus aux clubs de la région ainsi qu'aux particuliers.
A l'été 2019, l'artiste et supporter du club Seb Toussaint repeint les coursives de la Tribune Luc Borrelli, intégrant dans sa fresque différents blasons inhérents à la culture du lieu (blasons normands, caennais, du Malherbe Normandy Kop et du SM Caen...)

## Utilisation

### Football

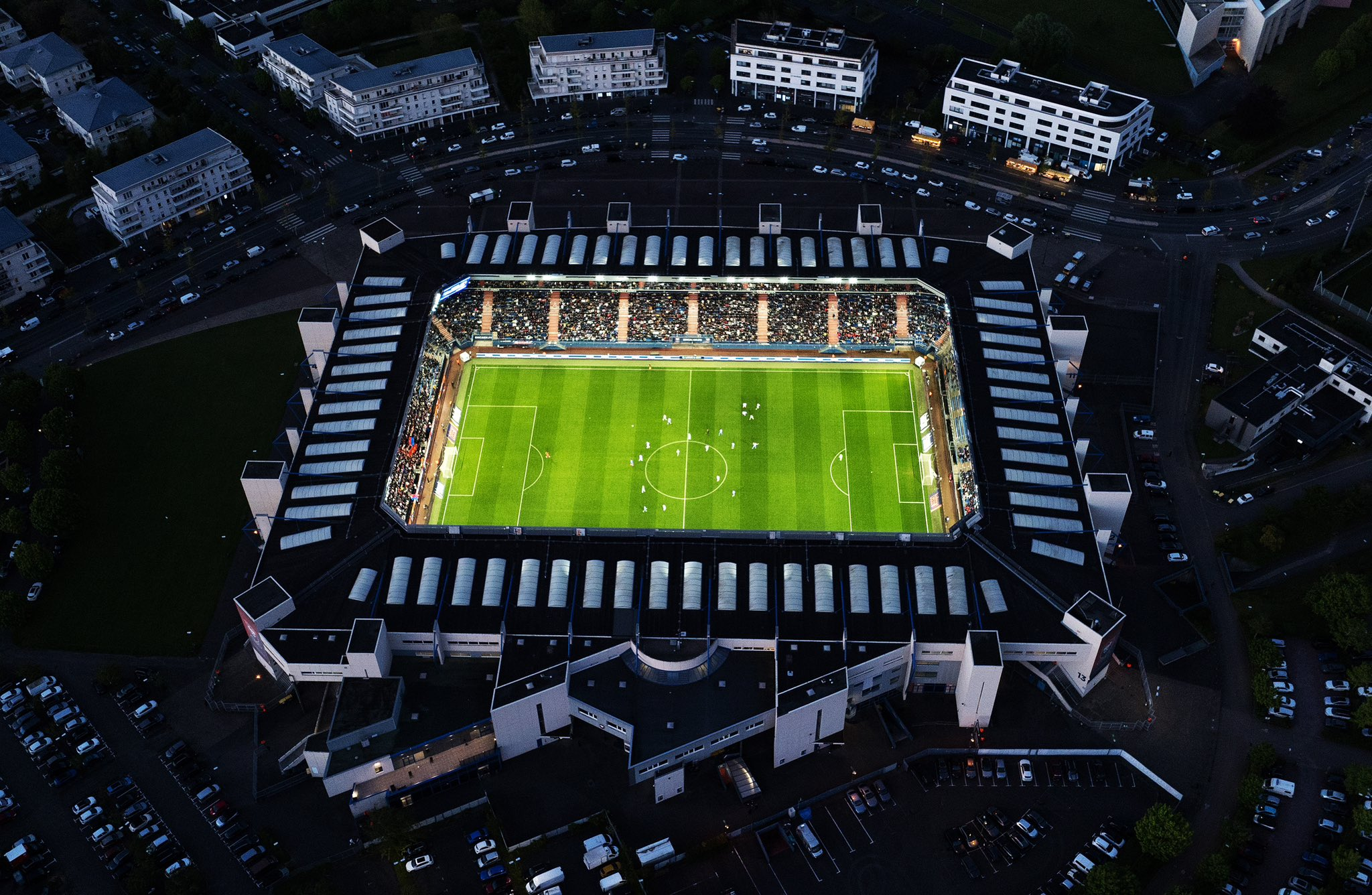
Match de football du SM Caen, en mai 2024.

#### Club résident
Le SM Caen est le club résident du stade depuis la saison 1993-1994. Depuis lors, seuls quatre matchs à domicile du club ne se sont pas déroulés dans le stade : le premier match à domicile de la saison 1999-2000 contre l'ES Wasquehal à cause de la rénovation de la pelouse du stade (le match s'est déroulé au stade de Venoix) ; le deuxième contre le FC Lorient lors de la saison 2002-2003 à la suite de la suspension du terrain consécutive à un jet de bouteille sur l'arbitre assistant lors de la rencontre de coupe de France contre l'AJ Auxerre. Enfin, le club a disputé ses deux premières rencontres de la saison 2014-2015, contre Lille et Rennes au MMArena du Mans alors que le stade d'Ornano accueille les Jeux équestres mondiaux de 2014.
Le 29 janvier 2016, le club signe avec la ville une convention lui octroyant la gestion complète du stade jusqu'en 2028. Le Stade Malherbe est chargé de l'entretien du stade et des pelouses, et peut réaliser des travaux afin de personnaliser le stade, comme le remplacement des sièges aux couleurs de club.

#### Matchs internationaux
| Date              | Compétition                                                         | Équipe 1            | Équipe 2            | Score | Affluence |
| ----------------- | ------------------------------------------------------------------- | ------------------- | ------------------- | ----- | --------- |
| 28 juillet 1993   | Amical                                                              | France Masculine    | Russie              | 3 - 1 | 18 500    |
| 15 novembre 1995  | Qualifications pour l'Euro 1996                                     | France Masculine    | Israël              | 2 - 0 | 20 822    |
| 9 juin 1998       | Préparation Coupe du monde 1998                                     | Stade Malherbe Caen | Angleterre          | 0 - 1 | huis-clos |
| 14 août 2001      | Amical                                                              | France Espoirs      | Russie              | 2 - 3 | 8 500     |
| 11 février 2003   | Amical                                                              | France Espoirs      | Tchéquie espoirs    | 0 - 1 | 7 008     |
| 7 octobre 2006    | Qualification pour le Championnat d'Europe de football Espoirs 2007 | France Espoirs      | Israël              | 1 - 1 |           |
| 18 juillet 2010   | Championnat d'Europe des moins de 19 ans 2010                       | France -19          | Pays-Bas -19        | 4 - 1 | 11 000    |
| 27 juillet 2010   | Championnat d'Europe des moins de 19 ans 2010                       | France -19          | Croatie -19         | 2 - 1 | 9 000     |
| 30 juillet 2010   | Championnat d'Europe des moins de 19 ans 2010                       | France -19          | Espagne -19         | 2 - 1 | 20 188    |
| 4 avril 2012      | Éliminatoires Championnat d'Europe de football féminin 2013         | France Féminine     | Pays de Galles      | 4 - 0 | 18 736    |
| 5 septembre 2013  | Éliminatoires du championnat d'Europe espoirs 2015                  | France Espoirs      | Kazakhstan          | 5 - 0 | 13 703    |
| 6 septembre 2016  | Éliminatoires du championnat d'Europe espoirs 2017                  | France Espoirs      | Islande             | 2 - 0 | 8 117     |
| 15 septembre 2017 | Amical                                                              | France Féminine     | Chili               | 1 - 0 | 12 200    |
| 19 novembre 2018  | Amical                                                              | France Espoirs      | Espagne             | 1 - 1 | 7 731     |
| 6 septembre 2019  | Amical                                                              | Côte d'Ivoire       | Bénin               | 1 - 2 | 1 000     |
| 16 novembre 2020  | Qualification pour le Championnat d'Europe de football espoirs 2021 | France Espoirs      | Suisse Espoirs      | 3 - 1 | huis-clos |
| 26 mars 2021      | Amical                                                              | Stade Malherbe Caen | France U18          | 1 - 1 | huis-clos |
| 9 avril 2021      | Amical                                                              | France Féminine     | Angleterre Féminine | 3 - 1 | huis-clos |
| 16 février 2022   | Tournoi de France 2022                                              | Brésil Féminine     | Pays-Bas Féminine   | 1 - 1 | 1 182     |
| 19 février 2022   | Tournoi de France 2022                                              | France Féminine     | Brésil Féminine     | 2 - 1 | 12 050    |
| 22 février 2022   | Tournoi de France 2022                                              | Brésil Féminine     | Finlande Féminine   | 0 - 0 |           |
| 19 novembre 2022  | Amical                                                              | France Espoirs      | Norvège Espoirs     | 1 - 1 | 10 814    |
| 28 octobre 2025   | Demi-finale de la Ligue des Nations 2025 (retour)                   | France Féminine     | Allemagne Féminine  |       |           |

#### Coupe de France
En tant que stade à vocation régionale, le stade accueille des matchs de coupe de France pour des clubs normands.
| Date             | Tour             | Équipe                         | Adversaire             | Score | Affluence |
| ---------------- | ---------------- | ------------------------------ | ---------------------- | ----- | --------- |
| 8 février 1997   | 16e de finale    | FC Saint-Lô                    | SM Caen                | 1 - 2 | 13 609    |
| 8 février 1998   | 8e de finale     | UFC Argentan                   | RC Lens                | 1 - 3 | 18 927    |
| 14 avril 2010    | demi-finale      | US Quevilly                    | Paris SG               | 0 - 1 | 20 523    |
| 20 mars 2012     | quarts de finale | US Quevilly                    | Olympique de Marseille | 3 - 2 | 21 015    |
| 11 avril 2012    | demi-finale      | US Quevilly                    | Stade rennais          | 2 - 1 | 21 064    |
| 3 mars 2016      | quarts de finale | US Granville                   | Olympique de Marseille | 0 - 1 | 21 215    |
| 5 avril 2017     | quarts de finale | US Avranches Mont-Saint-Michel | Paris SG               | 0 - 4 | 19 052    |
| 17 janvier 2020  | 16e de finale    | US Granville                   | Olympique de Marseille | 0 - 3 | 19 479    |
| 21 décembre 2022 | 8e tour          | AF Vire                        | SM Caen                | 0 - 3 | 4 773     |
| 7 janvier 2023   | 32e de finale    | AF Vire                        | FC Nantes              | 0 - 2 | 8 500     |

#### Terrain neutre
Le stade a accueilli des rencontres pour des équipes ayant leur terrain suspendu.
| Date            | Compétition                     | Équipe 1               | Équipe 2   | Score       | Affluence |
| --------------- | ------------------------------- | ---------------------- | ---------- | ----------- | --------- |
| 10 janvier 1999 | 16e de finale coupe de la ligue | Olympique de Marseille | RC Lens    | 1 - 1 (5-6) | 18 500    |
| 28 avril 2001   | 32e journée de D1               | RC Strasbourg          | AJ Auxerre | 1 - 0       | 3 728     |
| 17 février 2024 | 25e journée de Ligue 2          | US Concarneau          | Paris FC   | 2 - 2       | huis-clos |
| 16 mars 2024    | 29e journée de Ligue 2          | Paris FC               | AC Ajaccio | 2 - 0       | 405       |

#### Matches de QRM
Le Stade d'Ornano accueille le club de Quevilly-Rouen Métropole dans le cadre du championnat de Ligue 2, lors de l'été 2021, la pelouse de leur stade habituel, Robert Diochon, étant en réfection.
La situation se répète en septembre 2022, alors que le calendrier chargé du stade Diochon, se heurte à une sur-occupation, due à la présence du club de Rouen Normandie Rugby.
| Date             | Compétition | Équipe 1                 | Équipe 2  | Score | Affluence |
| ---------------- | ----------- | ------------------------ | --------- | ----- | --------- |
| 14 août 2021     | Ligue 2     | Quevilly-Rouen Métropole | Dijon FCO | 2-1   | 816       |
| 18 août 2021     | Ligue 2     | Quevilly-Rouen Métropole | SC Bastia | 1-2   | 895       |
| 2 septembre 2022 | Ligue 2     | Quevilly-Rouen Métropole | Niort     | 3-3   | 1429      |

#### Matches de gala
A l'occasion du centenaire du club (fondé le 15 octobre 1913), le club organise une rencontre entre d'anciens joueurs ayant connu la Coupe de l'UEFA 1992-1993, opposés à ceux ayant connu la finale de la Coupe de la Ligue 2004-2005. Le match est suivi d'une rencontre entre l'équipe fanion du club, et celle de l'AC Milan. Cette dernière est largement diminuée, les joueurs internationaux étant partis en sélections. Ce match a été négocié dans le cadre de la vente du joueur caennais M'Baye Niang au club Lombard.
A l'occasion du 80ème anniversaire du Débarquement et de la Bataille de Normandie, est organisé un match de gala entre des anciens du club (de toutes époques) et une équipe du Club des Internationaux de Football, composé d'anciens joueurs de l'Équipe de France de football,.
| Date            | Équipe 1                            | Équipe 2             | Score | Affluence |
| --------------- | ----------------------------------- | -------------------- | ----- | --------- |
| 13 octobre 2013 | SM Caen 1992                        | SM Caen 2005         | 1-3   | 5000      |
| 13 octobre 2013 | SM Caen                             | AC Milan             | 3-0   | 14 129    |
| 8 juin 2024     | Club des Internationaux de Football | SM Caen des Légendes | 5-2   | 13 500    |

### Autres
Le stade accueille dans le cadre des Jeux équestres mondiaux de 2014 les épreuves de dressage et le saut d'obstacle, y compris celles du concours complet du 13 août au 7 septembre 2014. 
Pour ce faire, des travaux sont entrepris pour protéger la pelouse ; ils commencent le 19 mai par la pose d'une couche de 9 000 m2. Ensuite, une seconde couche composée de sable est posée pour obtenir une épaisseur totale de 30 centimètres. Deux des terrains d'entrainement sont aussi aménagés pour l'échauffement des chevaux.

### Affluence
| Évolution de la moyenne de spectateurs du SM Caen depuis 1994 |

L'affluence moyenne au stade Michel-d'Ornano dépend largement de la division et des résultats sportifs du club résident, le Stade Malherbe Caen.
Les matchs sont régulièrement joués à guichets fermés lorsque le club évolue en première division. Le record d'affluence du stade se monte à 21 215 spectateurs pour le quart de finale de coupe de France entre l'US Granville et l'Olympique de Marseille le 3 mars 2016. Pour un match concernant le Stade Malherbe Caen, l'affluence record est de 20 972 spectateurs, réunis le 4 décembre 2004 lors d'une rencontre face à l'Olympique de Marseille.
La plus faible affluence pour un match de football est de 1 377 spectateurs pour la rencontre comptant pour le 7e tour de coupe de France contre Bolbec le 30 novembre 2024.
| Rang | Date            | Compétition     | Match                                 | Score | Affluence |
| ---- | --------------- | --------------- | ------------------------------------- | ----- | --------- |
| 1    | 3 mars 2016     | Coupe de France | US Granville - Olympique de Marseille | 0-1   | 21 215    |
| 2    | 11 avril 2012   | Coupe de France | US Quevilly - Stade rennais           | 2-1   | 21 064    |
| 3    | 20 mars 2012    | Coupe de France | US Quevilly - Olympique de Marseille  | 3-2   | 21 015    |
| 4    | 4 décembre 2004 | Ligue 1         | SM Caen - Olympique de Marseille      | 2-3   | 20 972    |
| 5    | 23 mars 1997    | Division 1      | SM Caen - Olympique de Marseille      | 1-0   | 20 964    |
| 6    | 19 avril 2008   | Ligue 1         | SM Caen - Paris SG                    | 3-0   | 20 933    |
| 7    | 12 janvier 2005 | Ligue 1         | SM Caen - Paris SG                    | 0-0   | 20 930    |
| 8    | 30 mai 2009     | Ligue 1         | SM Caen - Girondins de Bordeaux       | 0-1   | 20 924    |
| 9    | 14 mai 2005     | Ligue 1         | SM Caen - AS Saint-Etienne            | 2-0   | 20 889    |
| 10   | 9 février 2007  | Ligue 2         | SM Caen - Havre AC                    | 1-1   | 20 886    |

## Structure
Les dimensions du terrain sont de 105 mètres de long par 68 mètres de large, soit une surface de 7 140 m2. Le terrain n'est pas au niveau 0 théorique du sol, mais 6 mètres plus bas, afin de ne pas avoir des tribunes trop hautes. À l'extérieur, la longueur de l'édifice est de 180 mètres pour 163 mètres avec une hauteur de 18,50 mètres. 100 projecteurs sont disposés sous la toiture afin de permettre un éclairage de 1 400 lux.
Le stade permet aux spectateurs d'être relativement près des joueurs. Mais il n'offre pas la possibilité de piste d'athlétisme, par exemple. Le stade dispose de deux étages entrecoupés de plusieurs tribunes, représentant au total 10 500 mètres de gradins.
L'éclairage est assuré par 135 projecteurs de 120 lux chacun. Le système est alimenté par un groupe électrogène pour 75 % des projecteurs, le reste par le réseau EDF.

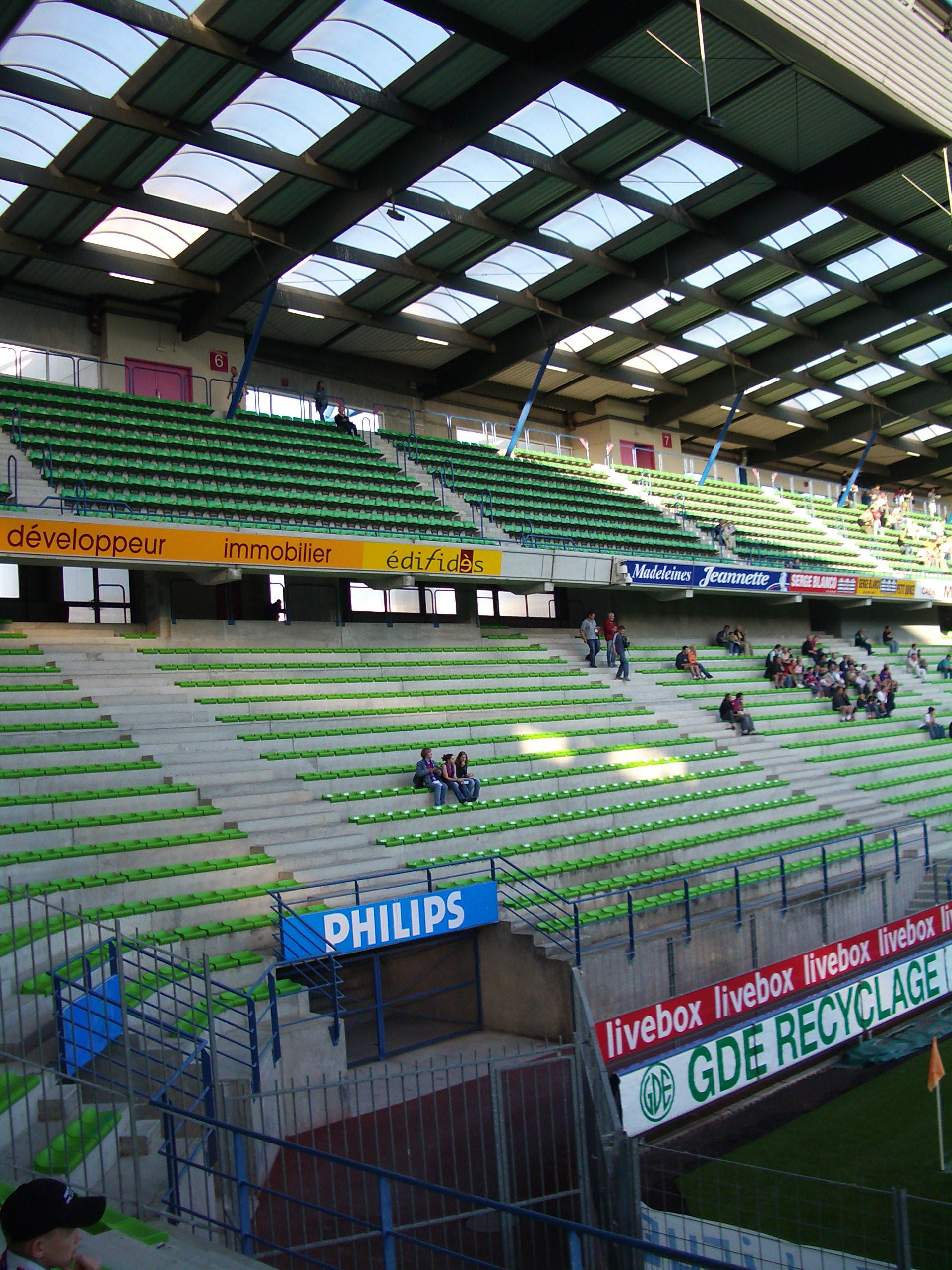
Tribune du Stade Michel-d'Ornano.
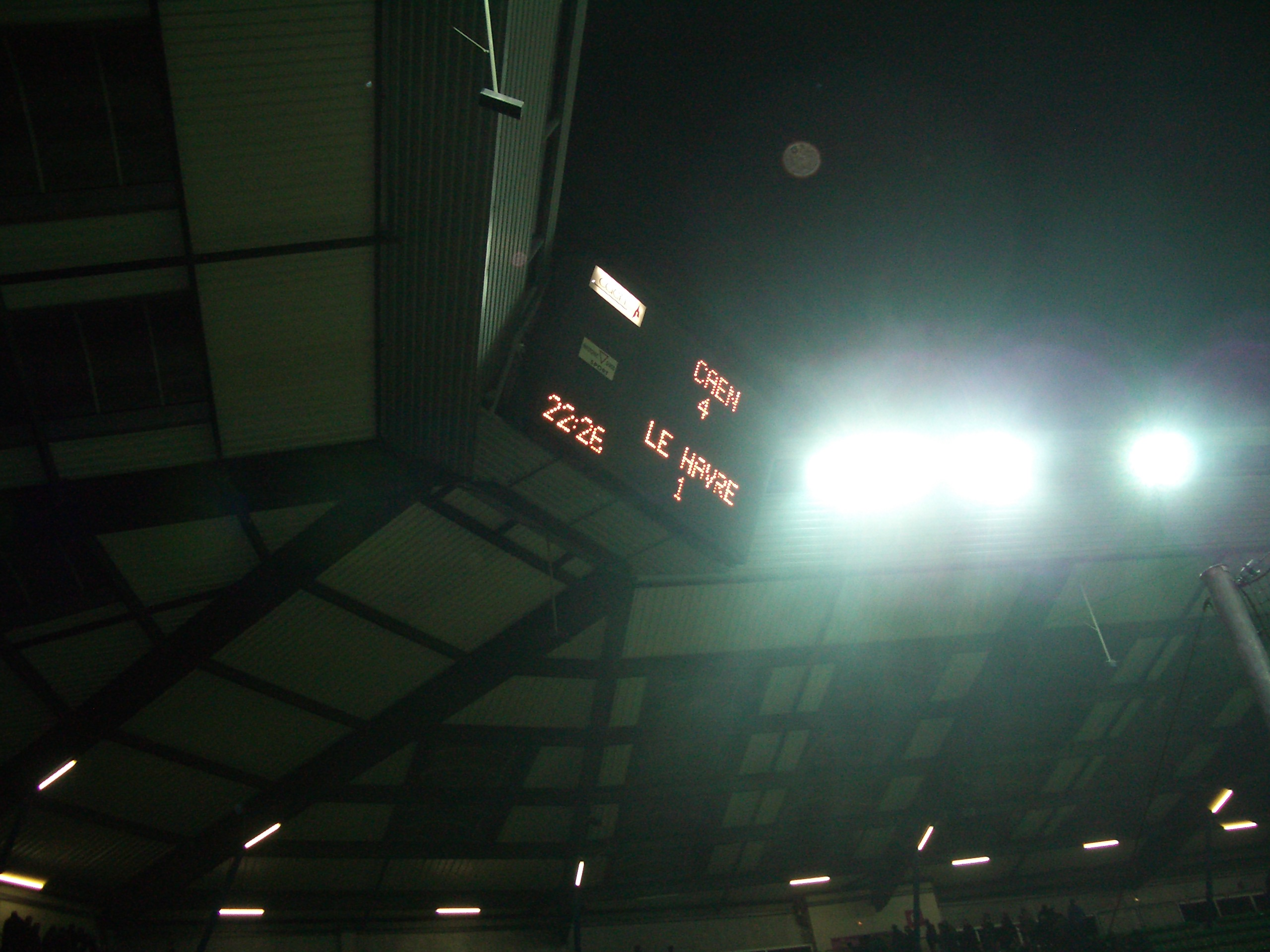
Ancien panneau d'affichage.
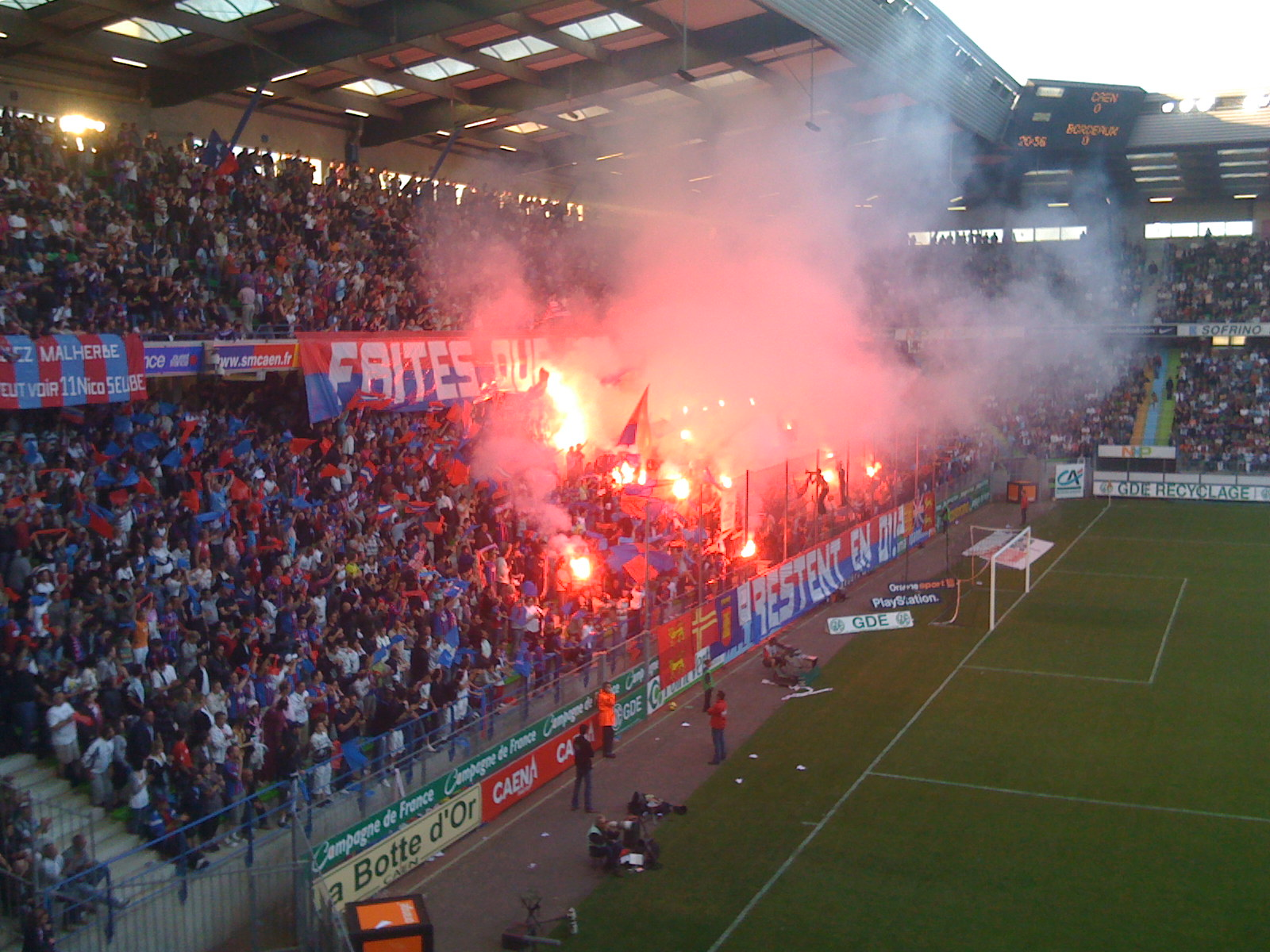
Fumigènes au stade d'Ornano (2009).

### Capacité
Initialement prévu pour accueillir 22 864 spectateurs, le stade voit sa capacité réduite à plusieurs reprises : suppression des pesages (places debout contre le grillage) à la suite du drame de Furiani, réaménagement de la tribune visiteurs (populaire D), création d'un terrasse panoramique en tribune présidentielle, etc.  
Sa capacité officielle passe à 21 215 places, un chiffre correspondant exactement à son affluence officielle record en mars 2016, puis 21 068 à partir de 2016,, 20 453 vers 2017 et 20 300 vers 2018,. Ce dernier chiffre n'est cependant pas tout à fait certain, d'autres sources de presse indiquant encore une capacité de 20 500 ou 20 400 places. 
En janvier 2018, 20 249 spectateurs assistent à la réception à guichets fermés de l'Olympique de Marseille. Après la relégation du SM Caen en Ligue 2, les records d'affluence, lors de matchs pourtant joués à guichets fermés, ne dépassent pas la barre des 19 600 spectateurs, soit que la tribune visiteurs n'ait alors pas été remplie (elle compte, en 2023, 969 places), soit que la capacité totale ait été un peu réduite encore  (il a été fait état en 2024 d'une capacité de 19 925 places).  

### Tribunes

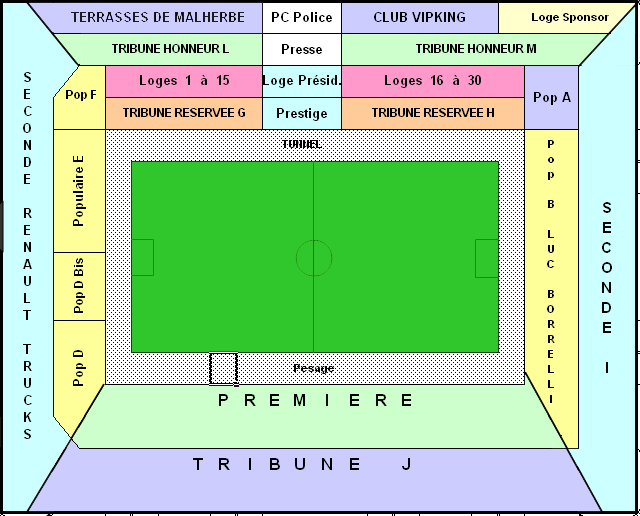
Plan des tribunes (ancien).

Le stade est divisé en tribunes, dont dépend le prix des places :
- Populaire (6 045 places[60]): répartie sur les largeurs du terrain, les sièges ne disposent pas de dossier. (tarif: 18 €[61] environ)
- Seconde (4 723 places[60]): située au second étage, les sièges disposent d'un semi-dossier, mais pas d'accoudoir. (tarif: 23 €[61] environ)
- Première (3 998 placess[60]): tribune latérale du premier étage, en face de la tribune présidentielle. (tarif: 27 €[61] environ)
- Tribune J (2 372 placess[60]): tribune latérale du second étage, en face des tribunes d'honneur et de la presse. (tarif: 31 €[61] environ)
- Réservée (1 738 placess[60]): tribune latérale répartie de chaque côté de la tribune présidentielle. (tarif: 38 €[61] environ)
- Honneur (1 065 placess[60]): tribune latérale répartie de chaque côté de la tribune réservée à la presse. (tarif: 42 €[61] environ)
- Loge: trente loges sont réservées aux partenaires financiers du clubs, pour une capacité totale de 360 places destinées à 40 sociétés (le tarif varie de 22 000 et 30 000 euros par saison)[62].

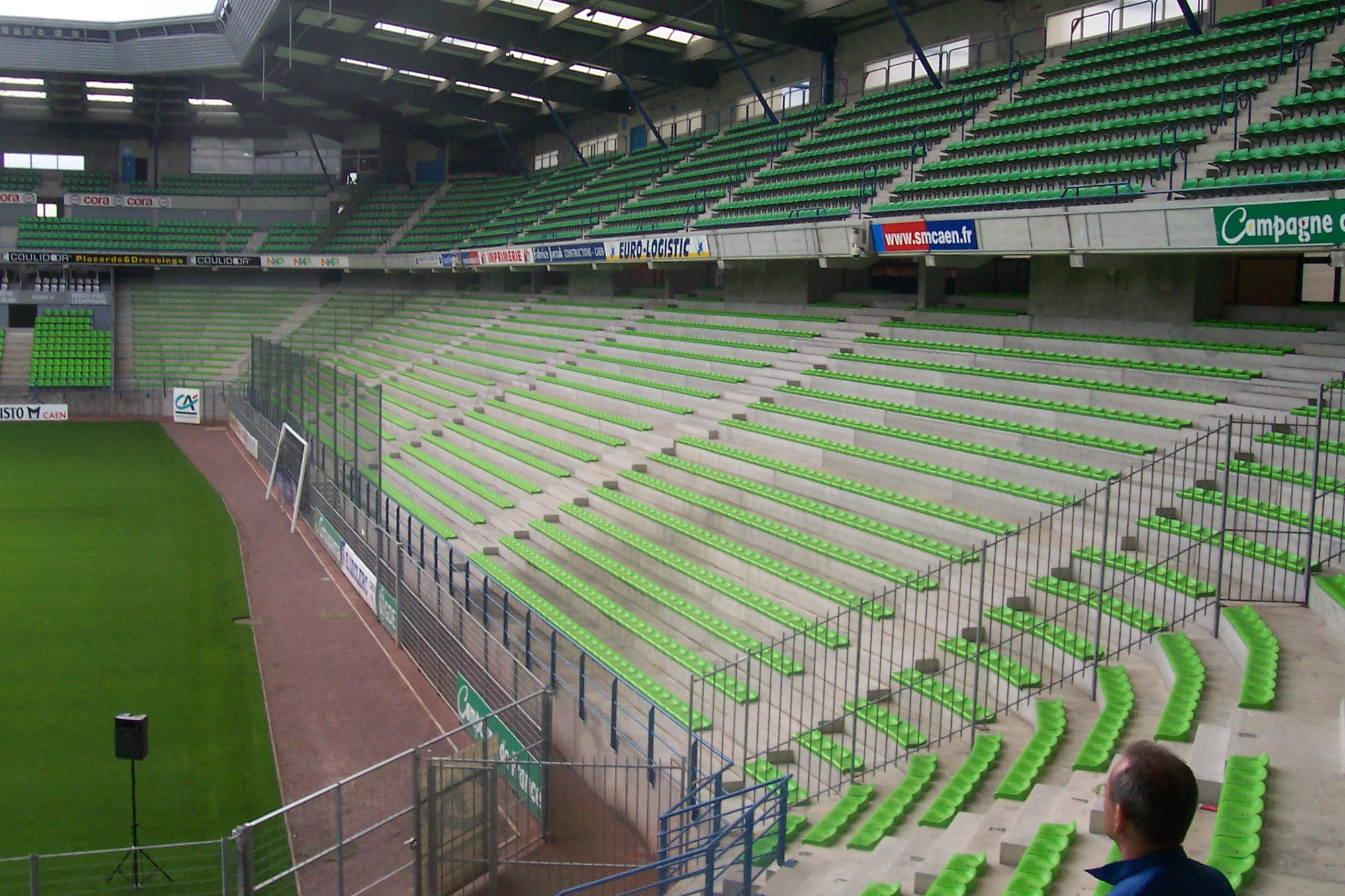
Tribune Borrelli.
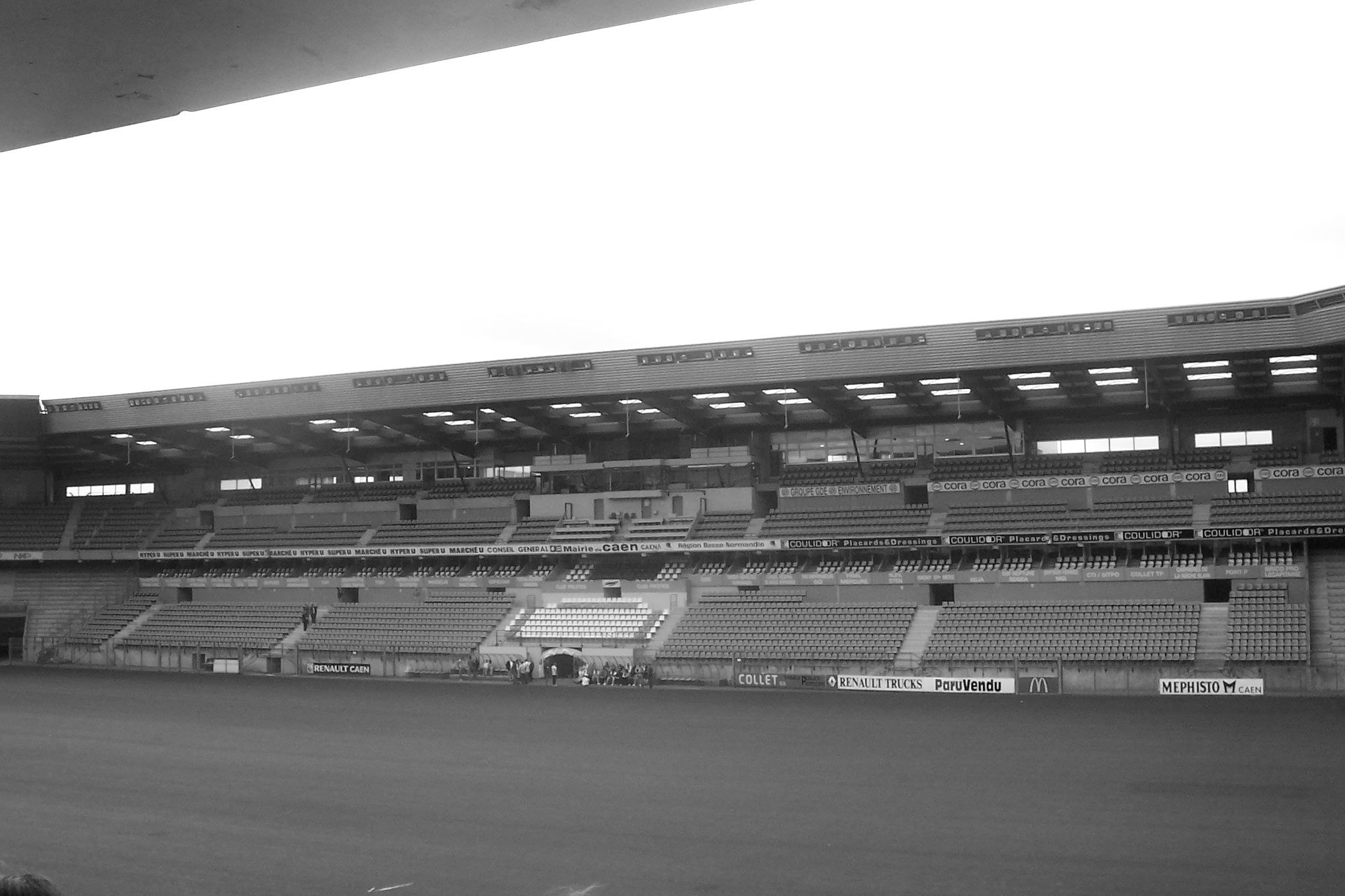
Tribune présidentielle.
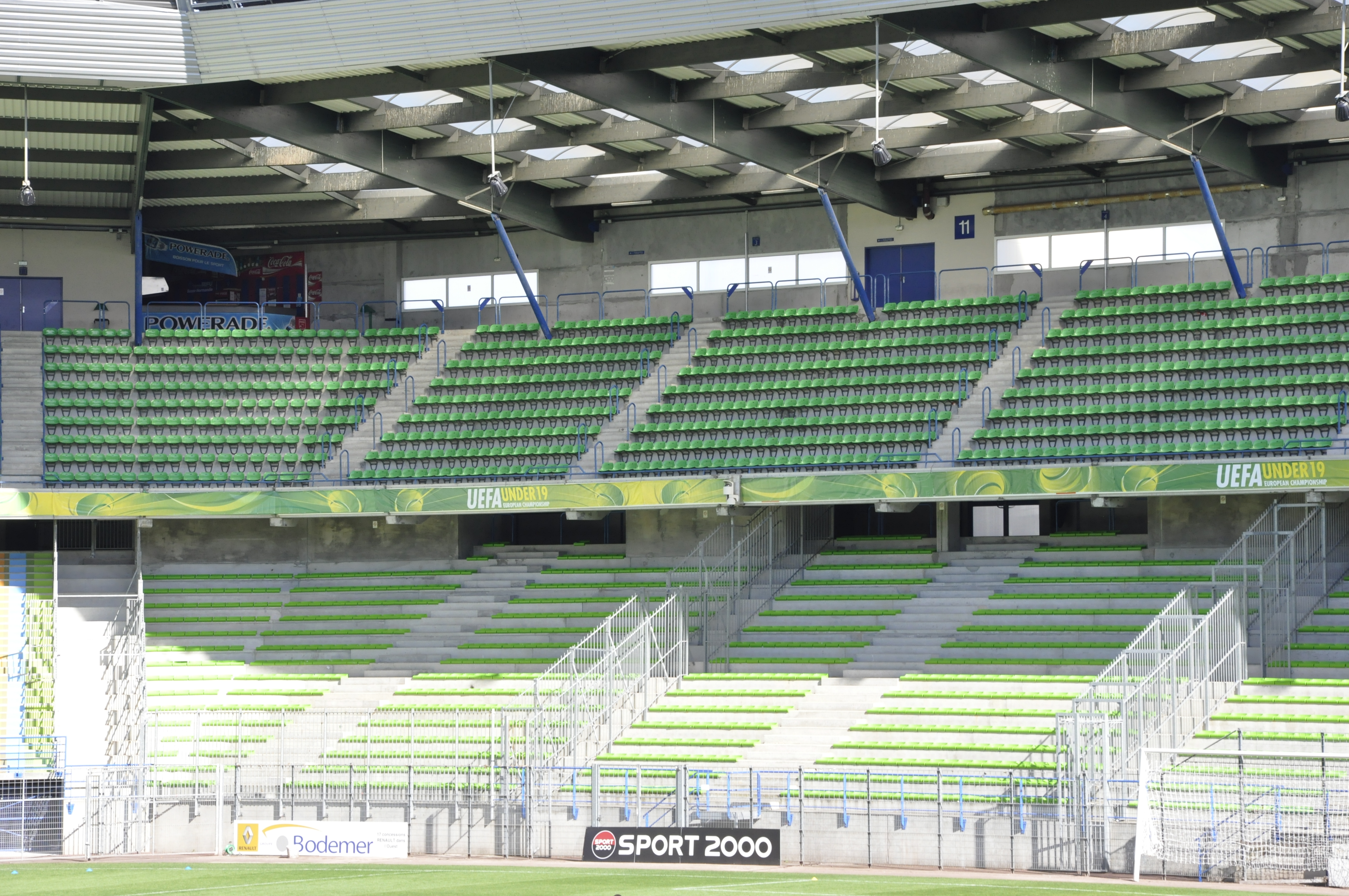
Tribune visiteurs.
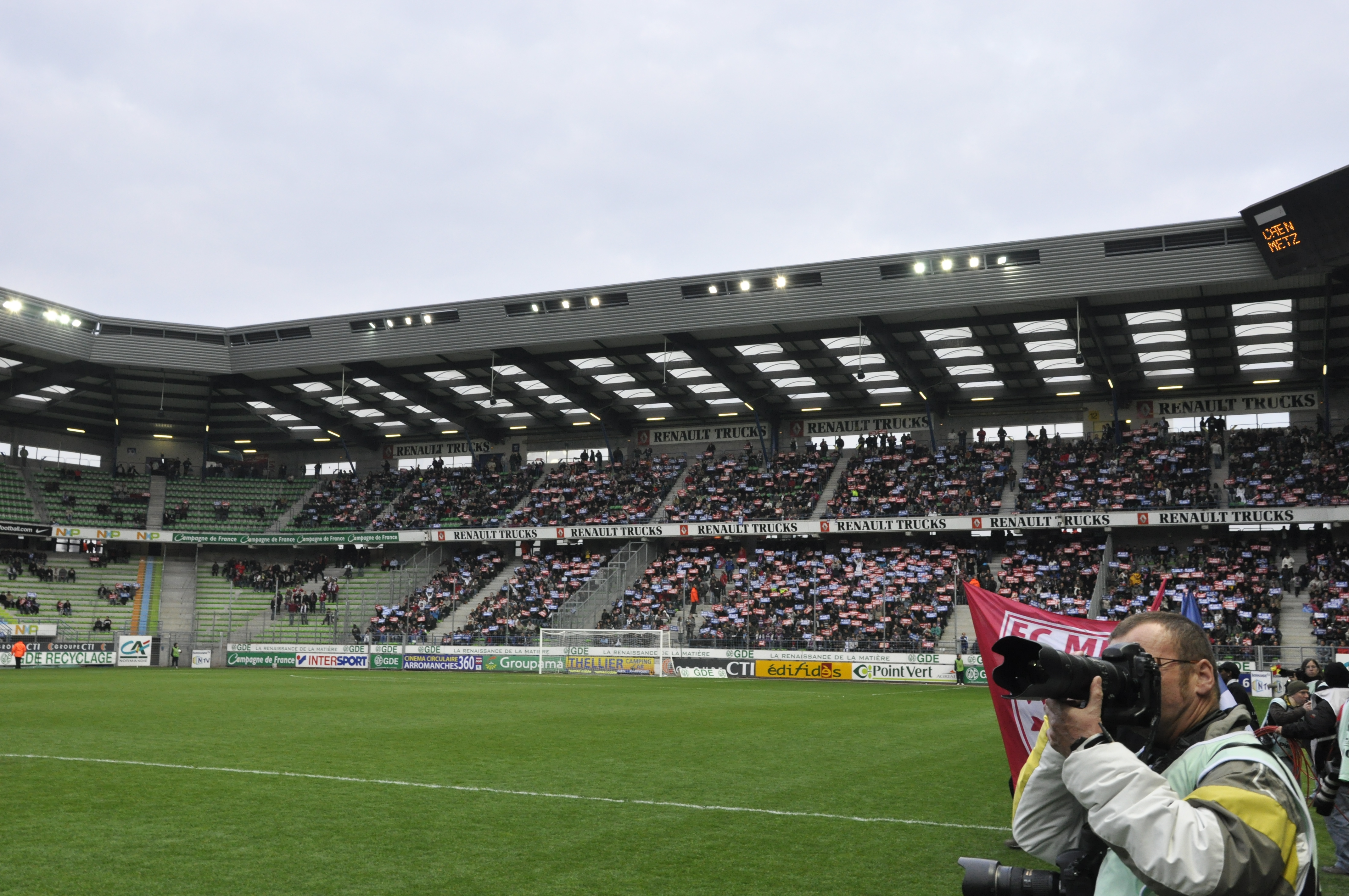
Populaire D et E / Seconde K.
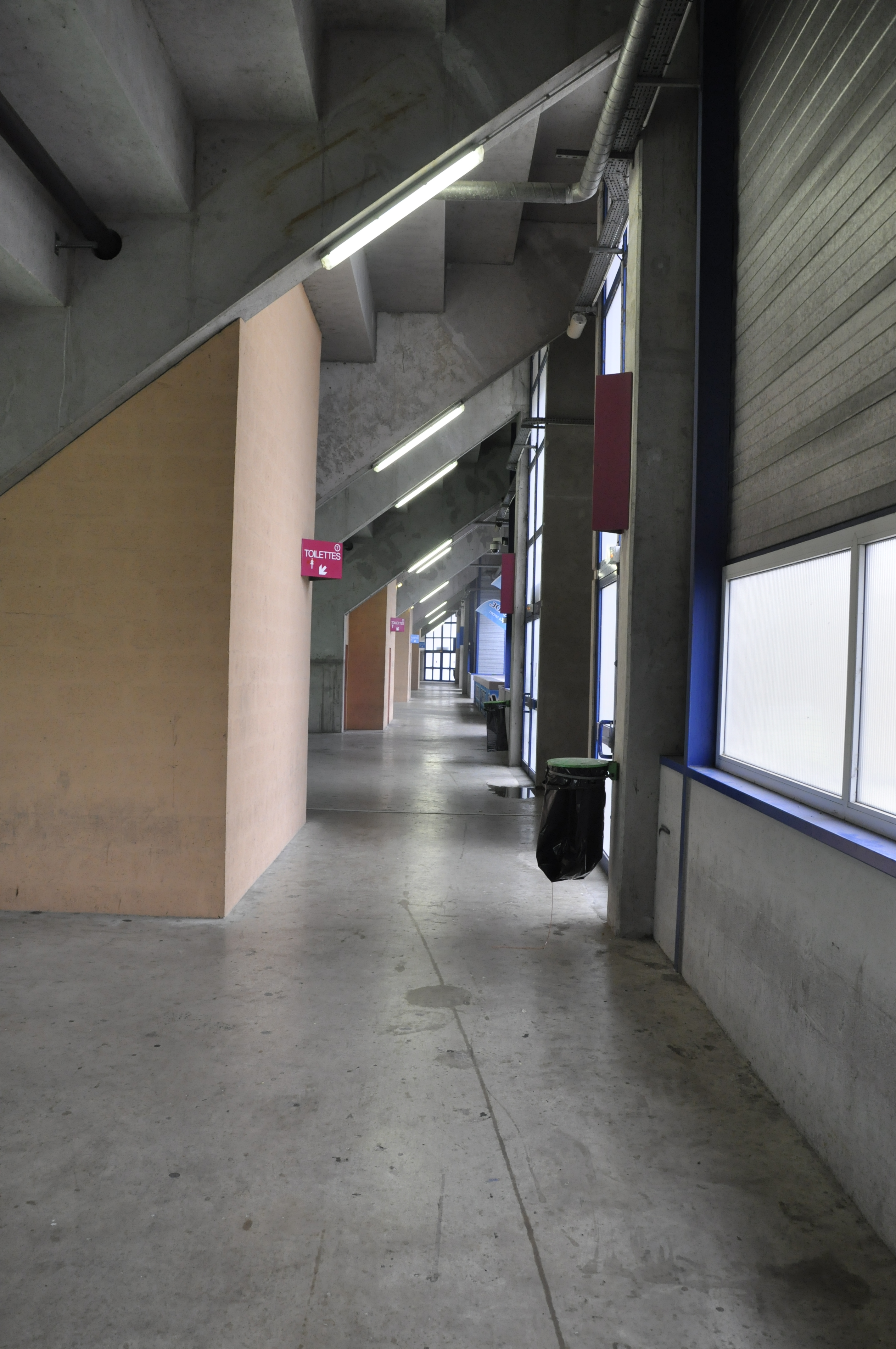
Coursive du stade.
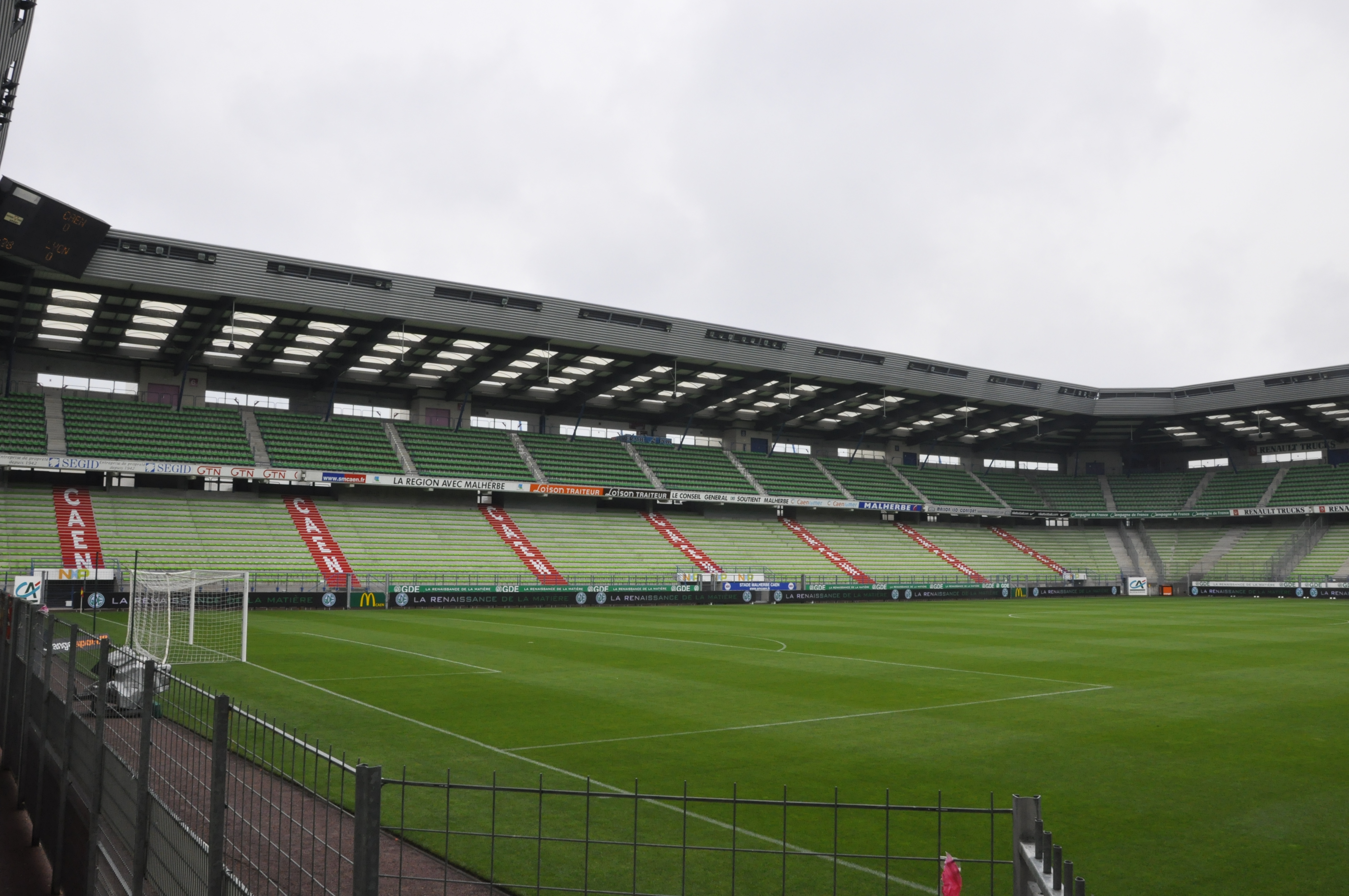
Tribune première.
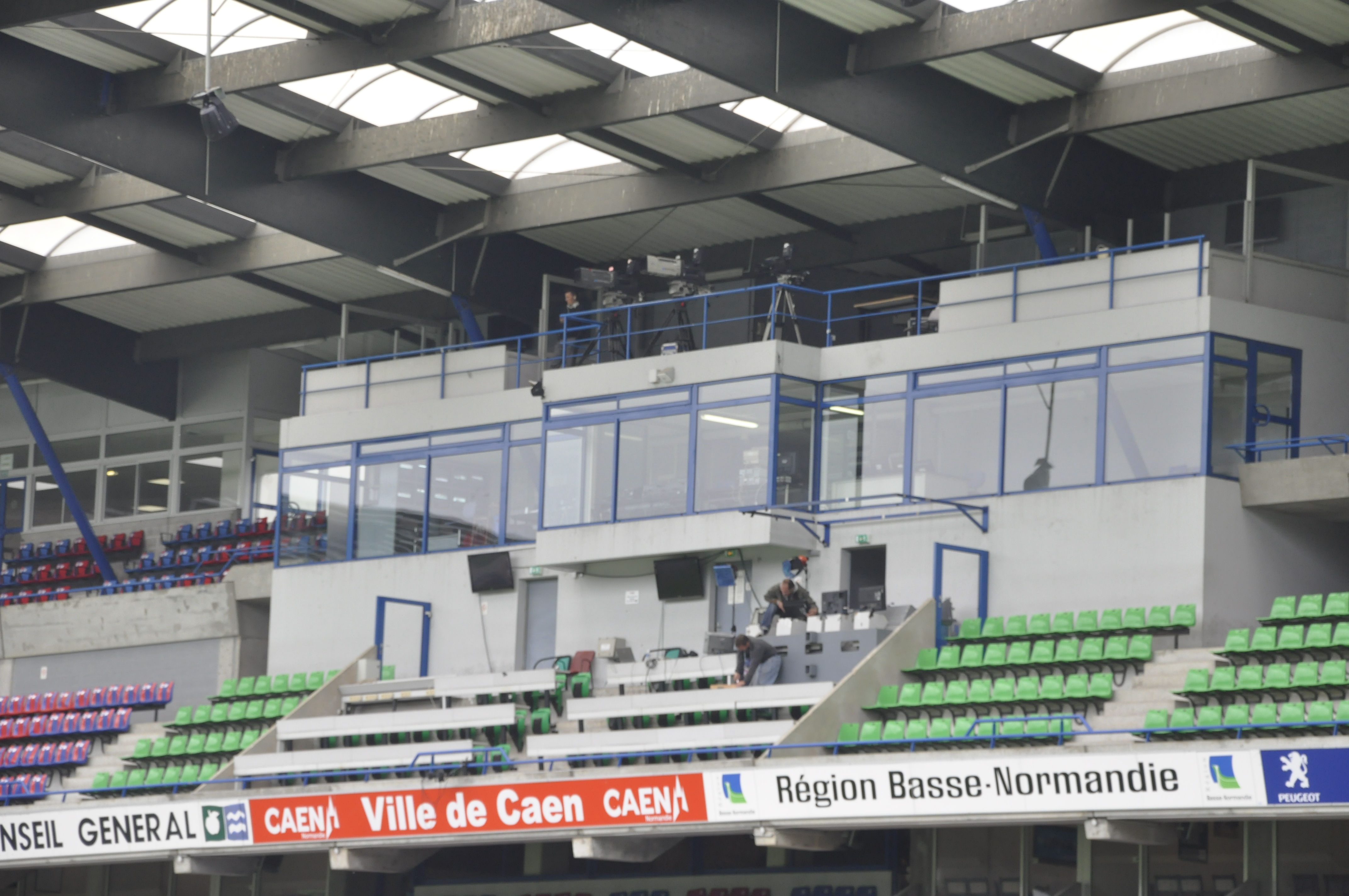
Tribune presse et PC sécurité.
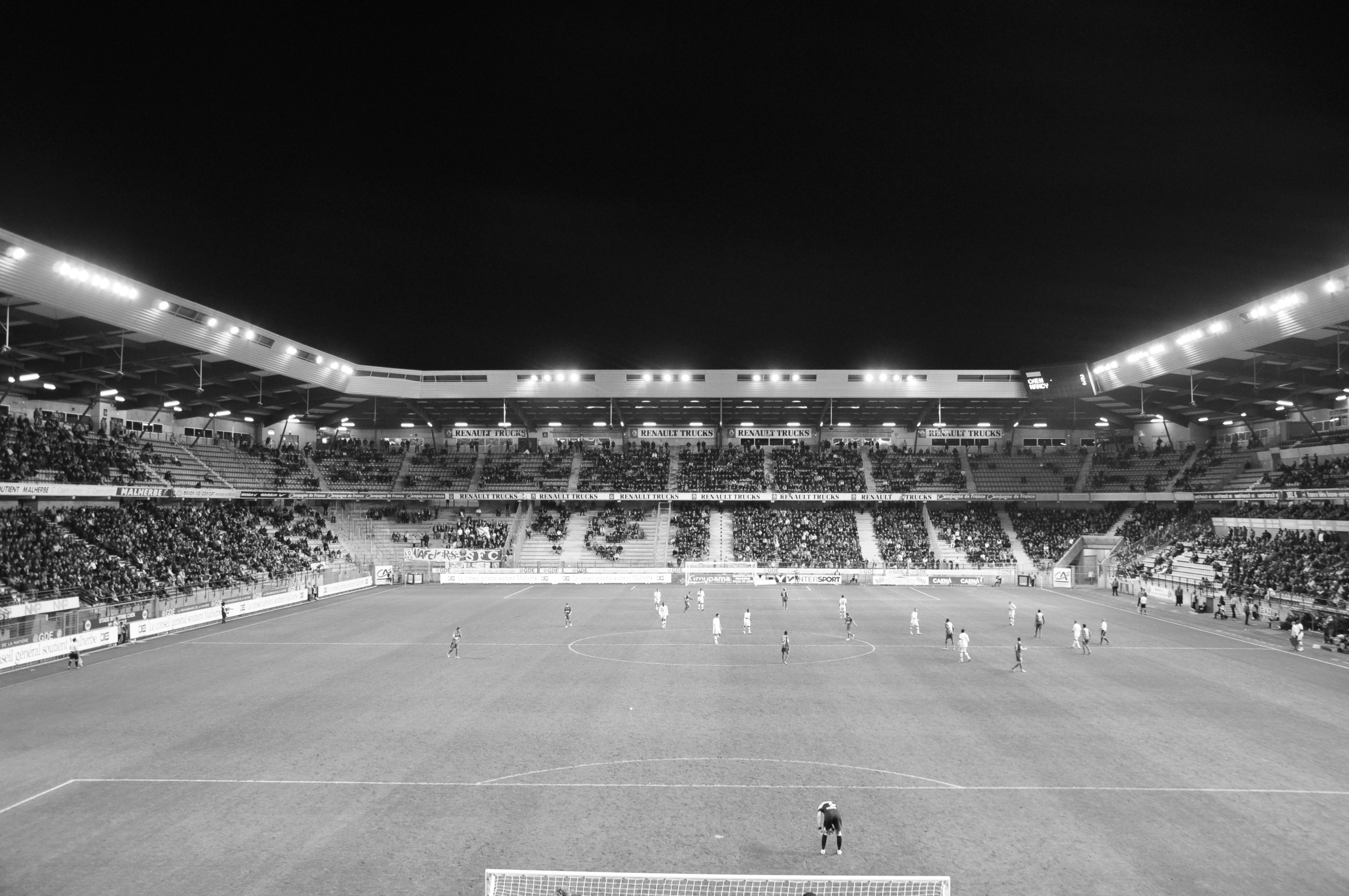
Vue depuis la tribune Borrelli.

### Un stade «modèle»
Le stade Michel-d'Ornano fut le premier stade d'une longue série. Par sa structure et ses équipements, le cabinet d'architectes caennais LND (composé Pierre et Matthieu Lucet, Martin N'Guyen-The et Alain Duhamel) renouvela le genre, et inspira les constructions de stade dans d'autres villes dont les clubs résidents sont en Ligue 1 et en Ligue 2. C'est par exemple le cas de Sedan (Stade Louis-Dugauguez), Sochaux (Stade Auguste-Bonal) ou encore Reims (Stade Auguste-Delaune). Leur structure intérieure diffère assez peu du stade d'Ornano, même si l'aspect extérieur est souvent différent.
Les architectes caennais avaient décidé de bâtir un stade de couleur beige, de façon qu'il s'intègre parfaitement dans le cadre de la ville. À en juger par le nombre de bâtiments construits autour du stade depuis son inauguration, on peut penser que le pari a été réussi [réf. incomplète].

### Un stade trop petit?
Lorsque le SM Caen évolue en Ligue 1 (saison 2004-2005 puis entre 2007 et 2009), les matchs se jouent régulièrement dans un stade comble, à guichets fermés, au point que le Stade Michel-d'Ornano a pu paraître trop étroit en cas de maintien durable du club en Ligue 1. Certains hommes politiques profitent du projet de candidature française à l'organisation du Championnat d'Europe de football 2016 pour proposer l'idée de construire un nouveau stade, de plus de 30 000 places.
Cependant le stade n'a pas été conçu pour pouvoir être agrandi autrement que par l'ajout de places « debout », qui sont aujourd'hui interdites en Ligue 1, ce qui empêche tout projet d'agrandissement du stade.

## Environnement et accès

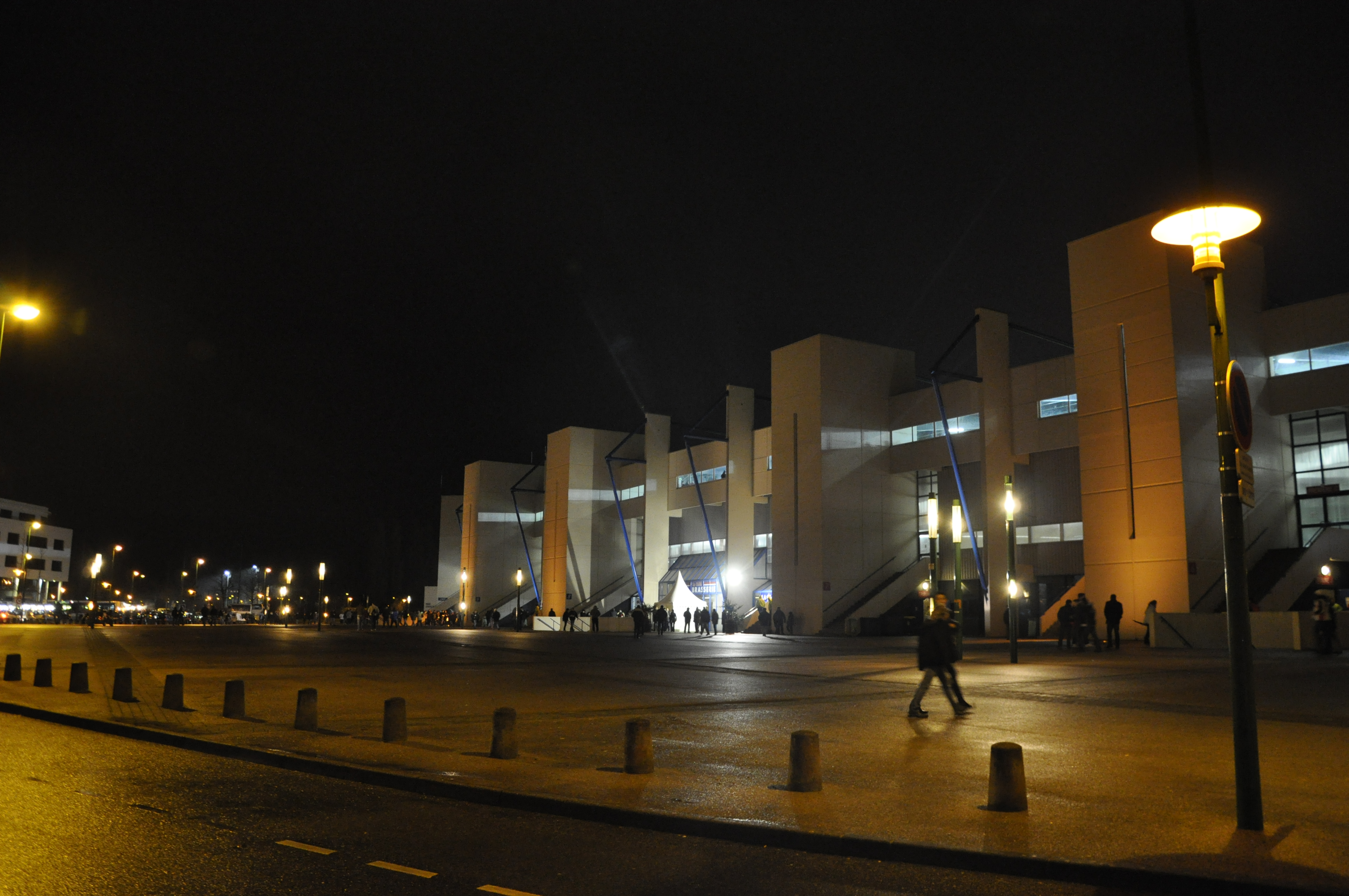
Vue de l'esplanade.

### Environnement
Le stade a été construit sur l'ancien site des pépinières situées à l'ouest de la ville de Caen. L'emplacement faisait partie du quartier de la Maladrerie jusqu'à la création de la Zac Beaulieu. En effet, dans le cahier des charges du stade, l'intégration du bâtiment dans un ensemble urbain était acté. Autour du stade s'est donc développé le quartier de Beaulieu avec des logements et des immeubles de bureau. L'avenue structurante de ce nouveau quartier est l'avenue Georges Pompidou qui passe devant le stade.

### Accès
L'entrée principale se fait par l'avenue Georges Pompidou. Le stade est accessible à partir du périphérique par les sorties numéro 10 (Éterville) et 8 (échangeur du Bessin). À l'origine le stade ne comporte aucun parking pour les spectateurs, mais il y a désormais un système de « parking-relais » à quelques centaines de mètres du stade, avec possibilité de le rejoindre ensuite à pied ou en navette. Un système de navette a également existé les jours de match entre le stade et la colline aux Oiseaux ; cette dernière part désormais de l'arrêt « Bellivet ».
Le stade est desservi directement par la ligne 6 (Ligne de rocade, 6A ou 6B suivant le sens) du réseau twisto (arrêt « Stade d'Ornano » pour les entrées Calvados et Manche et arrêt « Silicon Valley » pour les entrées Caen et Orne). La ligne 2 (direction Beaulieu Brazza) permet d'accéder aux entrées Calvados et Manche par l'arrêt « Venoix ».

## Incidents
Le 4 janvier 2003, à la fin de la rencontre de coupe de France contre Auxerre, l'arbitre central Améziane Khendek reçoit une bouteille d'eau au visage, projetée depuis les tribunes. Le stade est alors suspendu pour un match ferme. Le club joue ainsi son match de championnat suivant « à domicile » contre Lorient au stade de la Licorne à Amiens.
Lors de la rencontre contre Nice le 1er octobre 2011, une coupure partielle de courant provoque l’extinction totale de l'éclairage du terrain alors que Caen mène 1-0. Le stade est plongé dans le noir à la 88e minute. Quelques minutes plus tard, les projecteurs se rallument progressivement et la rencontre reprend après 15 minutes d'interruption et Nice en profite pour égaliser (1-1). À la fin de la saison, Caen tombera en Ligue 2 pour seulement un point.